# Steven Sabino
Steven Sabino (* 24. April 2006 in Beira) ist ein mosambikanischer Leichtathlet, der sich auf den Sprint spezialisiert hat. Er ist momentan Inhaber des Landesrekordes im 100-Meter-Lauf.

## Sportliche Laufbahn
Erste internationale Erfahrungen sammelte Steven Sabino im Jahr 2023, als er bei den U18-Afrikameisterschaften in Ndola in 10,48 s die Silbermedaille im 100-Meter-Lauf gewann. Im Jahr darauf schied er bei den Afrikameisterschaften in Douala mit 10,59 s in der ersten Runde über 100 Meter aus. Im August nahm er dank einer Wildcard über 100 Meter an den Olympischen Sommerspielen in Paris teil und wurde dort in der Vorrunde disqualifiziert. Daraufhin schied er bei den U20-Weltmeisterschaften in Lima mit 10,57 s im Vorlauf aus.

## Persönliche Bestleistungen
- 100 Meter: 10,35 s (+1,3 m/s), 27. März 2024 in Johannesburg (mosambikanischer Rekord)
- Weitsprung: 7,32 m (−0,4 m/s), 4. Februar 2023 in Pretoria